# El joven Montalbano
El joven Montalbano (en italiano, Il giovane Montalbano) es una serie de televisión italiana en doce episodios de 100 minutos creados por Andrea Camilleri y transmitidos entre el 23 de febrero de 2012 y el 19 de octubre de 2015 en Rai 1. La serie de televisión ha logrado un gran éxito; es la precuela de "El comisario Montalbano".

## Sinopsis
A principios de la década de 1990, el inspector Salvo Montalbano fue nombrado comisario de Vigata (ciudad imaginaria) en Sicilia, la isla donde nació.
El éxito de la serie "El Comisario Montalbano", que cuenta las novelas del escritor Andrea Camilleri, convenció a los productores a realizar esta precuela de seis episodios, ambientada en los años 90, y que ilustra la juventud y los orígenes del comisario siciliano. El papel que durante años protagonizó Luca Zingaretti recae aquí sobre el joven Michele Riondino. "El joven Montalbano" narra también el comienzo de su amistad con Mimì Augello, comisario adjunto, y su enamoramiento de Livia, eterna novia de Montalbano.

## Episodios
| Temporada         | Episodios | Estreno TV |
| ----------------- | --------- | ---------- |
| Primera temporada | 6         | 2012       |
| Segunda temporada | 6         | 2015       |

## Reparto

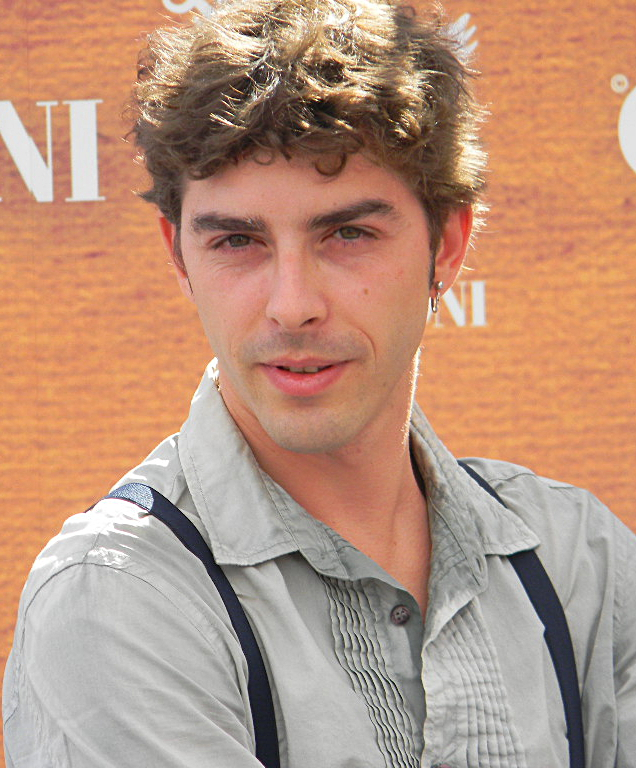
Michele Riondino

- Michele Riondino: Comisario Salvo Montalbano
- Alessio Vassallo: Vice comisario Mimì Augello
- Andrea Tidona: Inspector Carmine Fazio
- Beniamino Marcone: Inspector Giuseppe Fazio
- Sarah Felberbaum: Livia Burlando
- Fabrizio Pizzuto: oficial de policía Agatino Catarella
- Maurilio Leto: oficial de policía Gallo
- Alessio Piazza: oficial de policía Paternò
- Giuseppe Santostefano: Doctor Pasquano
- Massimo De Rossi: Comisionado de División de Alabiso
- Katia Greco: Mery
- Adriano Chiaramida: El padre de Montalbano
- Pier Luigi Misasi: Torrisi
- Valentina D'Agostino: Viola Monaco
- Pietro De Silva: Oriani
- Renato Lenzi: Gaetano Borruso
- Carmelo Galati: El periodista de televisión Nicolò Zitò
- Orazio Alba: Nini Brucculeri
- Vincenzo Ferrera: Gerlando Mongiardino
- Giusy Buscemi: Anita Lodato